# Lázně Libverda
Lázně Libverda (německy Bad Liebwerda) je lázeňská obec na severu České republiky, v okrese Liberec, v  Libereckém kraji, na česko-polské hranici.. Leží na severní straně Jizerských hor, asi 1 km severně od Hejnic, třináct kilometrů východně od Frýdlantu a protéká jí Libverdský potok. V obci žije 549 obyvatel a je tu mateřská a základní škola.

## Název
Prvotní jméno obce Liebenwerde vychází z německého tvaru „auf dem Lieben werde“, znamenající na milém ostrově. Název obce přecházel od Lybenwerde (zaznamenané roku 1381), přes Liewerde (1463), Libwerde (1529), Liberda (1543), Liwerde či Lywerde (1551), Liewerda (1591), Liebwerda (1601), Liewerde (1634), Liwerda (1651), Lyberda (1654), Liebwerda (1713), až po Libverda či Liebwerda (z roku 1854).

## Historie
První zmínka o obci pochází z urbáře frýdlantského panství z roku 1381, jejími tehdejšími obyvateli byli patrně pastýři. Obec se stala známou zejména od 15. století, když se rozšířily pověsti o léčivosti zdejšího pramene. Tato zvěst se dostala až na drážďanský dvůr saského kurfiřta Augusta I., který si roku 1583 nechal dovézt několik soudků této léčivé vody. O pár desetiletí později si ji nechal posílat také Albrecht z Valdštejna na svá vojenská tažení.
Samotné lázně však začaly vznikat až ve druhé polovině 18. století za správy Jana Kryštofa Clama, kdy zde vznikala první léčebná zařízení a kdy byl také (roku 1785) podroben chemickým zkouškám nejstarší pramen – Boží voda. V letech 1786, 1793, 1805 a 1818 byly podchycovány další prameny pojmenované po členech rodiny Clam-Gallasů, vznikly tak prameny Mariin, Vilemínin, Eduardův, Josefinin, Bierbon a Hubertův. Za zakladatele lázní je považován Kristián Filip z Clam-Gallasu a jeho syn Kristián Kryštof Clam-Gallas. V době jejich panování byly postaveny mnohé lázeňské budovy a také empírový zámeček. Jak lázně získávaly na věhlasu, navštívil je 16. září 1779 sám císař Josef II. a v červnu a červenci 1807 ruská velkokněžna Anna Fjodorovna. V roce 1814 v lázních načerpal hudební skladatel Carl Maria von Weber inspiraci pro svou operu Čarostřelec. V letech 1840–1843 v lázních pobýval také jazykovědec Josef Jungmann a později mimo jiné spisovatel Franz Kafka, přírodovědec Alexander von Humboldt, Josef Vítězslav Šimák, Jan Masaryk či Václav Talich.
Ve zdejších lázních se také léčil Gustav Pfleger Moravský, který trpěl tuberkulózou, a z téže nemoci se zde kurýrovala i manželka českého spisovatele, historika a buditele Jana Erazima Vocele Barbora.
Libverdskou kyselku rád pil Albrecht z Valdštejna. V obci žije také rodina Jiránkových, která v rámci projektu Klokánek na pomoc ohroženým dětem k roku 2013 vychovala více než dvě stě dětí.
Na velikonoční pondělí roku 1946 došlo jižně od obce ke dvojnásobné vraždě a dvojnásobnému pokusu o ni partou pěti českých chlapců z Hejnic.

## Přírodní poměry
Území obce spadá do Chráněné krajinné oblasti Jizerské hory
Na území obce jsou:
- Bývalá přírodní rezervace Tišina (dnes část národní přírodní rezervace Jizerskohorské bučiny)
- Národní přírodní rezervace Rašeliniště Jizery
- Přírodní památka Klečoviště na Smrku
- Přírodní park Peklo
- Smrk (1124 m n. m.), nejvyšší hora Smrčské hornatiny a zároveň také české části Jizerských hor
- Kočičí kameny (611 m n. m.)

### Minerální prameny
Vývěry minerální vody jsou vázané na pramenní linie ve směru východ–západ v údolí Libverdského potoka. Souvisí s existencí tzv. libverdského poklesu, který je rovnoběžný se stykem jizerského granitu a svorových rul. Puklinami v žule stoupá oxid uhličitý a jím obohacená kyselka se akumuluje v křemenci, který tvoří jádro překocené svorové antiklinály. Vrty jímaná voda je prostá hydrouhličitanová hořečnato-vápenatá železnatá kyselka.

## Pamětihodnosti
- Klasicistní a empírové pavilony lázní (1783–1808) hlavní areál je z roku 1964[12]
- Dvoukřídlá kolonáda (1. polovina 19. století)
- Klasicistní zámeček s Clam-Gallasovským erbem
- Meteorologický sloup z roku 1890[13]

## Turistika
- Turistický okruh s názvem Vyhlídky nad Libverdou vedoucí okolo obce.
- Výletní restaurace Obří sud

## Partnerská města
- Mirsk
- Świeradów-Zdrój
- Trzebiel

## Členství ve sdruženích
Obec je členem dvou dobrovolných sdružení obcí, a sice mikroregionu Frýdlantsko a Svazku obcí SMRK. Dále je součástí Sdružení lázeňských míst České republiky a Euroregionu Nisa.

## Osobnosti
- Jana Jarolímová – česká sáňkařka, několikanásobná mistryně republiky
- Vladimír Jehlík – český biolog

## Galerie

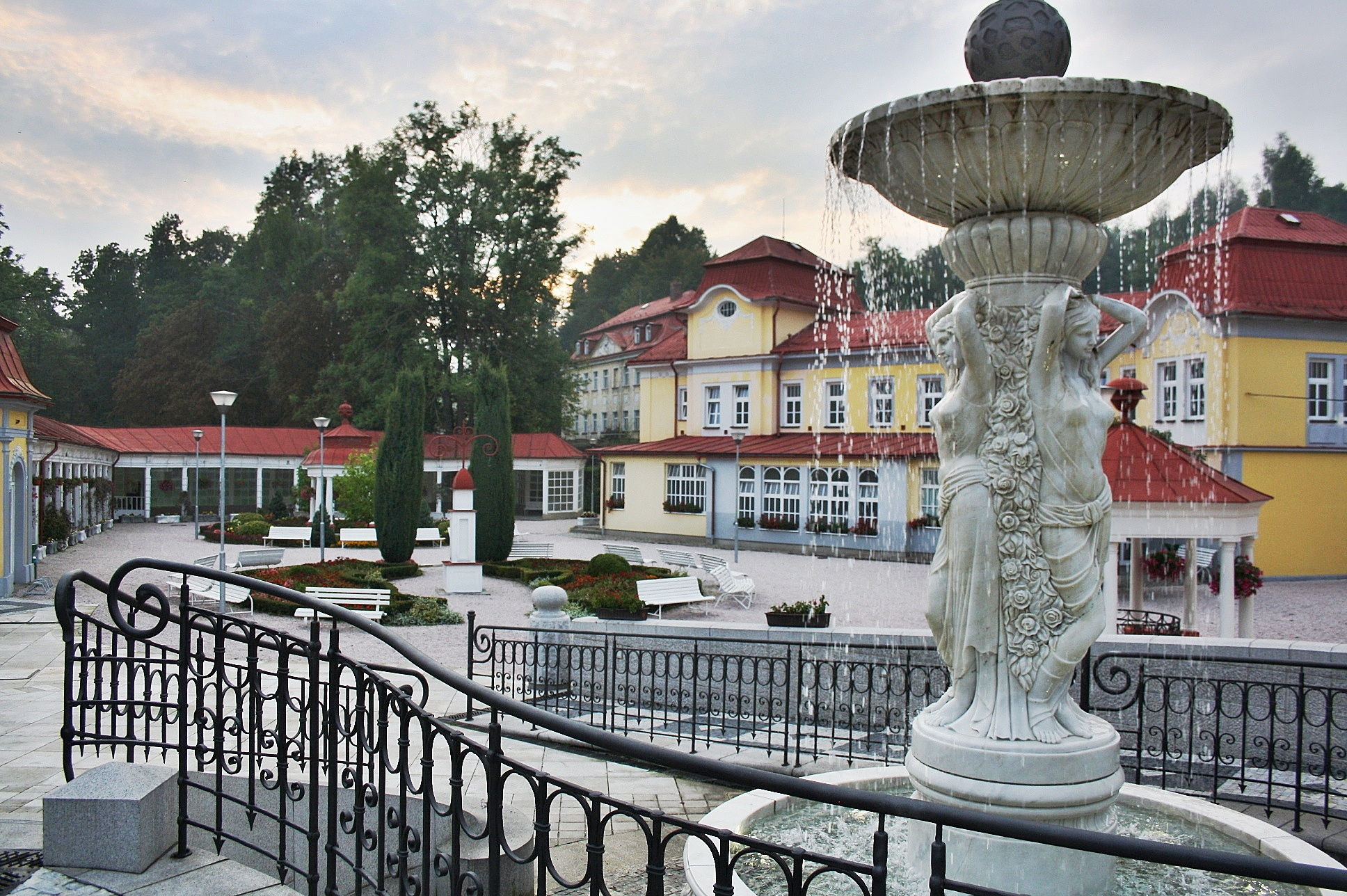
Lázně Libverda, centrum
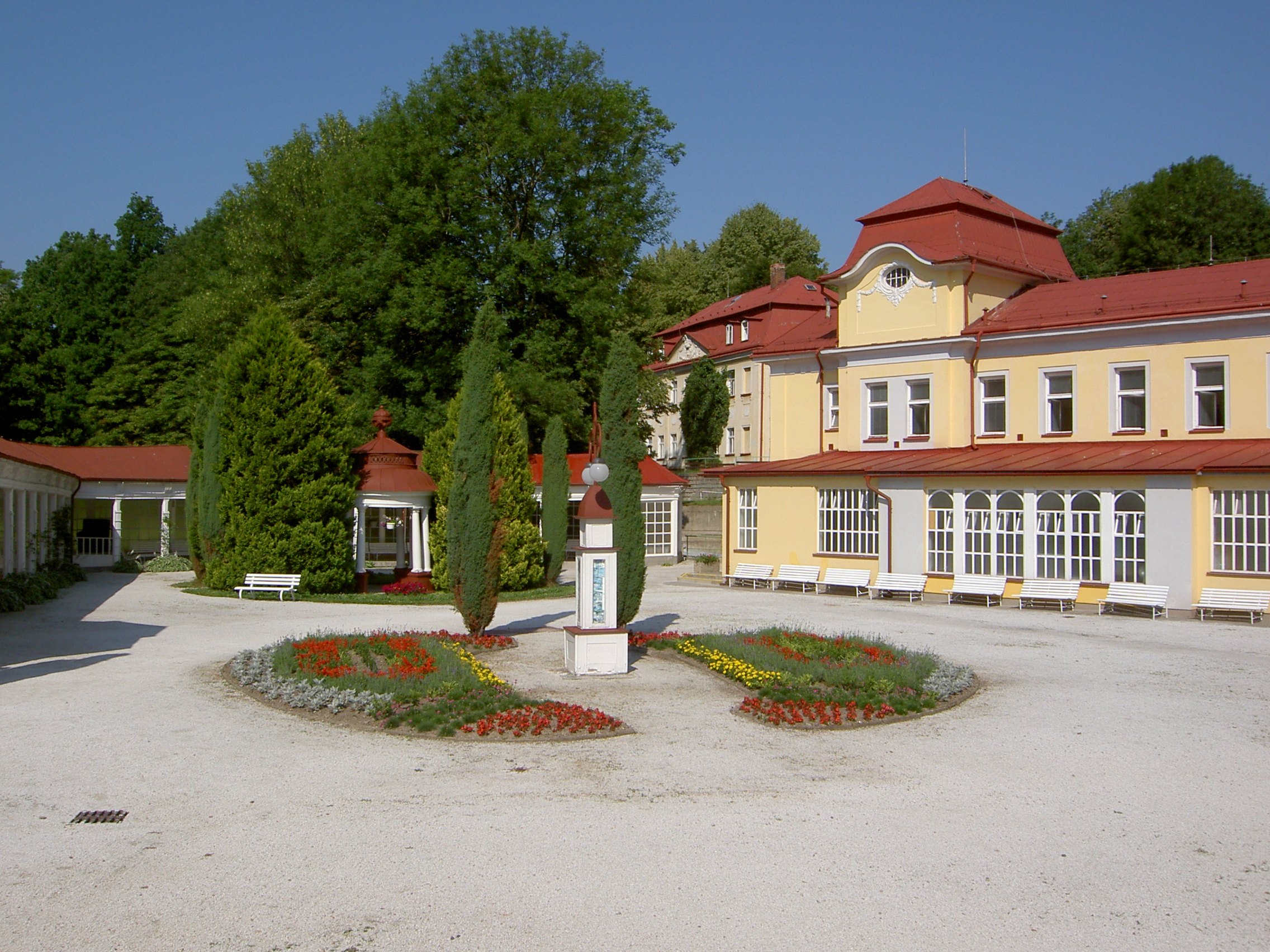
Lázně Libverda,   meteorologický sloup
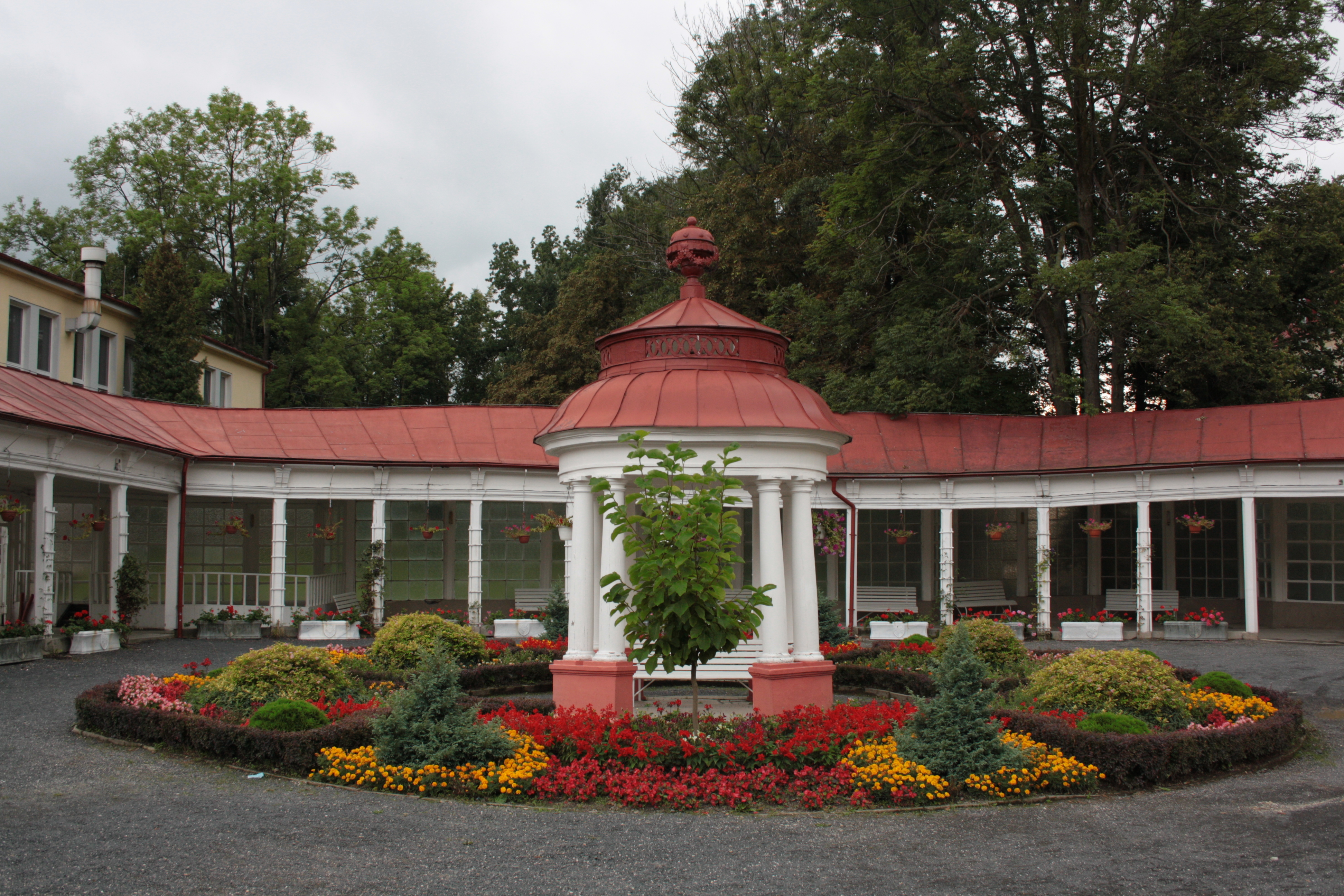
Lázně Libverda, kolonáda